# Copa Lansdowne
La Copa Lansdowne es un torneo de rugby disputado entre las selecciones de Australia y la de Irlanda.
Su primera edición fue en 1999.
En la última edición en 2024, Irlanda consigue el título al vencer 22 a 19 en Dublin.

## Ediciones
| Edición | Año     | Ganador   | Resultado de la serie |
| ------- | ------- | --------- | --------------------- |
| I       | 1999    | Australia |                       |
| II      | 2002    | Irlanda   |                       |
| III     | 2003    | Australia |                       |
| IV      | 2005    | Australia |                       |
| V       | 2006    | Australia |                       |
| VI      | 2006-II | Irlanda   |                       |
| VII     | 2008    | Australia |                       |
| VIII    | 2009    | Australia |                       |
| IX      | 2010    | Australia |                       |
| X       | 2013    | Australia |                       |
| XI      | 2014    | Irlanda   |                       |
| XII     | 2016    | Irlanda   |                       |
| XIII    | 2018    | Irlanda   |                       |
| XIV     | 2022    | Irlanda   |                       |
| XV      | 2024    | Irlanda   | 1-0                   |

## Palmarés
| Australia | 8 Trofeos |
| Irlanda   | 7 Trofeos |

Nota: El trofeo 2024 es el último torneo considerado